# لورا گاگلیاردی
لورا گاگلیاردی (انگلیسی: Laura Gagliardi؛ زادهٔ ۶ آوریل ۱۹۶۸ در بولونیا) شیمی‌دان اهل ایتالیا و استاد دانشگاه شیکاگو است. او به دلیل فعالیت‌هایش در زمینه‌ی توسعۀ روش‌های ساختار الکترونیکی و استفاده از آن‌ها برای درک سیستم‌های شیمیایی پیچیده، شناخته شده‌است.

## تحصیلات
گاگلیاردی مدرک کارشناسی ارشد خود در رشته شیمی را در سال ۱۹۹۲ از دانشگاه بولونیا دریافت کرد. او در سال ۱۹۹۷ مدرک دکترای خود را در همان دانشگاه دریافت نمود و از سال ۱۹۹۸ تا ۱۹۹۹ دانشیار پژوهشی فوق دکتری در دانشگاه کمبریج بود.

## جوایز و افتخارات
- ۲۰۲۲: عضو منتخب آکادمی ملی علوم لئوپولدینا آلمان [۱][۲]
- ۲۰۲۱: عضو منتخب آکادمی ملی علوم [۳]
- ۲۰۲۱: عضو خارجی منتخب آکادمی Lincei [۴][۵]
- ۲۰۲۱: جایزه سخنرانی فارادی [۶]
- ۲۰۲۰: جایزه پیتر دبای از انجمن شیمی آمریکا [۷]
- ۲۰۲۰: عضو منتخب آکادمی هنر و علوم آمریکا [۸]
- ۲۰۱۹: جایزه بخش شیمی نظری از انجمن شیمی آمریکا [۹]
- ۲۰۱۹: عضو منتخب آکادمی بین‌المللی علوم مولکولی کوانتومی [۱۰]
- ۲۰۱۸: جایزه پژوهشی هومبولت [۱۱]
- ۲۰۱۸: عضو منتخب  آکادمی اروپا
- ۲۰۱۷: عضو منتخب انجمن جهانی شیمیدانان نظری و محاسباتی [۱۲]
- ۲۰۱۶: عضو منتخب انجمن سلطنتی شیمی [۱۳]
- ۲۰۱۶: جایزه بورک از انجمن سلطنتی شیمی [۱۴]
- ۲۰۱۶: عضو منتخب انجمن فیزیک آمریکا [۱۵]
- ۲۰۰۴: جایزه سالانه آکادمی بین‌المللی علوم مولکولی کوانتومی